# Évêque de La Réunion

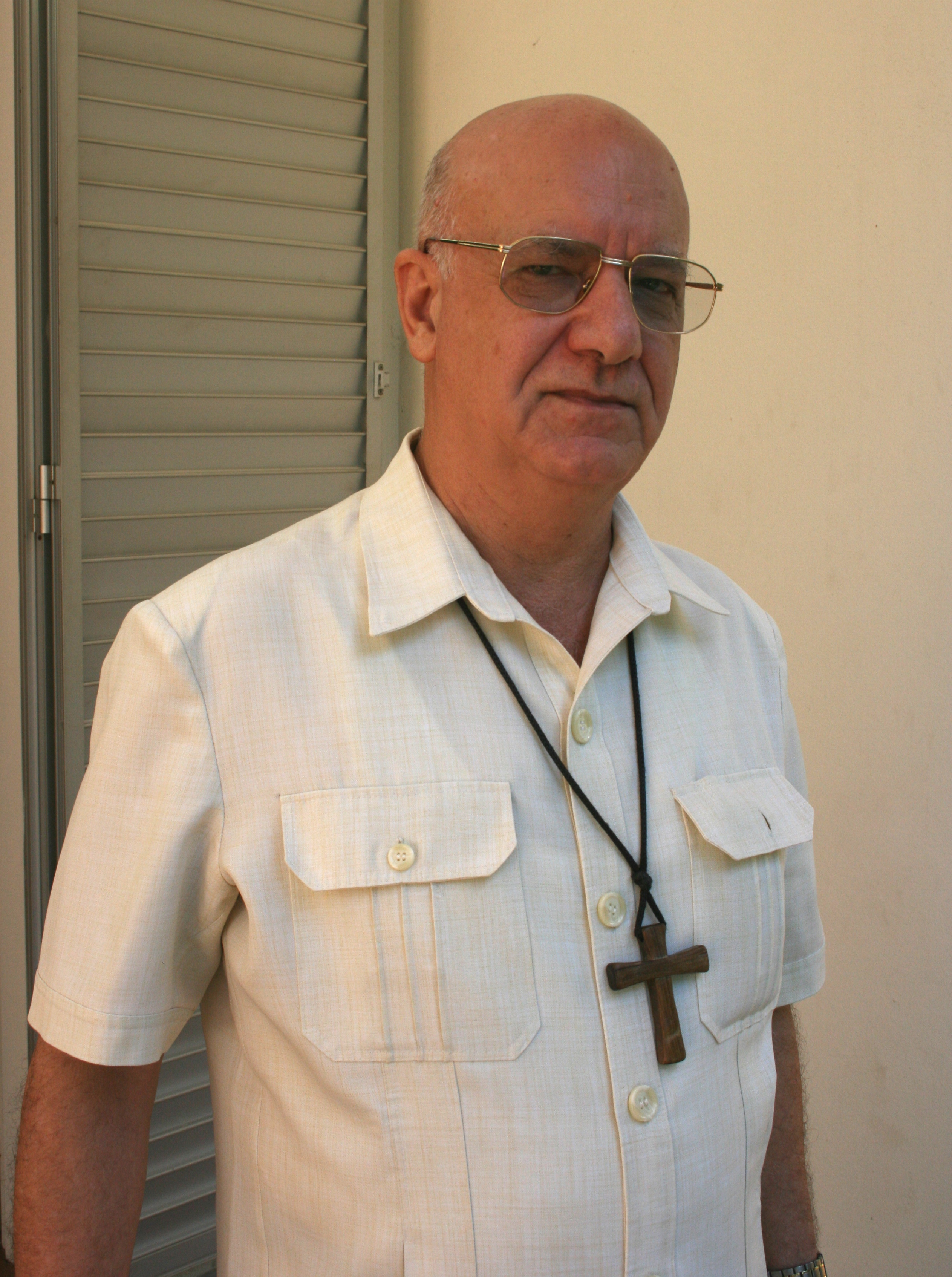
Gilbert Aubry, l'ancien évêque de La Réunion.

L'évêque de La Réunion est l'évêque chargé du diocèse de Saint-Denis de La Réunion, lequel est le diocèse catholique de l'île française du sud-ouest de l'océan Indien que l'on appelle La Réunion. Il réside à l'évêché de La Réunion, situé rue de Paris, à Saint-Denis, le chef-lieu. La charge échoit actuellement et depuis le 19 juillet 2023 à Pascal Chane-Teng.

## Titulaires
| Portrait               | Blason                                                                          | Nom                                                             | Début            | Fin               | Notes                                                                                 |
| ---------------------- | ------------------------------------------------------------------------------- | --------------------------------------------------------------- | ---------------- | ----------------- | ------------------------------------------------------------------------------------- |
|                        | Devise: Spes Nostra Firma                                                       | Florian Desprez (°1807-†1895)                                   | 22 juin 1850     | 4 février 1857.   | /                                                                                     |
| Sans photo             | Devise:                                                                         | Amand-René Maupoint (°1810-†1871)                               | 14 février 1857  | 10 juillet 1871.  | /                                                                                     |
|                        | Devise: Haec est spes nostra                                                    | Victor Delannoy (°1824-†1905)                                   | 10 février 1872  | 10 octobre 1876.  | /                                                                                     |
| Sans photo             | Devise:                                                                         | Dominique-Clément-Marie Soulé (°-†)                             | 10 octobre 1876  | 30 novembre 1880. | L'administrateur apostolique Joseph Beaurredon dirige le diocèse pendant son absence. |
| Sans photo             | Devise:                                                                         | Joseph Coldefy (°1826-†1887)                                    | 17 février 1881  | 18 janvier 1887.  | /                                                                                     |
| Illustration manquante | Devise: Plus veux servir que briller                                            | Frédéric Fuzet (°1839-†1915)                                    | 12 octobre 1887  | 26 novembre 1892. | /                                                                                     |
| Sans photo             | Devise:                                                                         | Antonin Fabre (ru) (°-†)                                        | 26 novembre 1892 | 26 décembre 1919. | /                                                                                     |
| Sans photo             | Devise:                                                                         | Georges Marie Bonnin de La Bonninière de Beaumont (°1872-†1934) | 26 décembre 1919 | 23 juillet 1934.  | Mort en fonction (causes naturelles).                                                 |
| Sans photo             | Devise:                                                                         | François Cléret de Langavant (°1896-†1991)                      | 10 décembre 1934 | 21 octobre 1960.  | Démissionnaire.                                                                       |
| Sans photo             | Devise:                                                                         | Georges Guibert (°1915-†1997)                                   | 7 novembre 1960  | 19 février 1975.  | Démissionnaire.                                                                       |
|                        | Devise: Gaudium et Spes - Iustitia et Pax (Joie et Espérance - Justice et Paix) | Gilbert Aubry (°1942-†)                                         | 20 novembre 1975 | 19 juillet 2023.  | Démissionnaire.                                                                       |
| Sans photo             | Devise: Fiat Pax in Virtute Spiritus Sancti (Paix et Force dans l'Esprit Saint) | Pascal Chane-Teng (°1971-†)                                     | 19 juillet 2023  | (En cours).       | /                                                                                     |